# Ablabesmyia maculitibialis
Ablabesmyia maculitibialis es una especie de insecto díptero. Fue descrito por primera vez en 1983 por Chaudhuri, Debnath & Nandi. 
Pertenece al género Ablabesmyia, familia Chironomidae.

## Distribución
Se distribuye por India.